# 佛尼埒
佛尼埒（穆麟德轉寫：fenile，？—1682年），滿洲科奇理氏，滿洲鑲紅旗人。世居瓦爾喀部。父親索爾和諾，年少失去父母，兄長瑚里納撫養成人，其後瑚里納為仇人所害，索爾和諾手刃報仇，以祭奠兄長之墓。崇德三年（1638年），索爾和諾來歸大清。索爾和諾跟從大軍討伐明軍，在攻打河間之時戰死，授牛彔章京世職。
佛尼埒因此襲其父職。授職西安駐防牛彔額真，進封二等阿達哈哈番。康熙初年，累功擢升為西安副都統。康熙十三年（1674年）春天，從將軍瓦爾喀經四川征討吳三桂 。大軍進入棧道後，聽聞四川叛附吳三桂 ，譚弘據守陽平關。佛尼埒跟從瓦爾喀自野狐嶺進兵，斬首級三千餘。進入朝天關，屢次擊敗敵軍。總兵吳之茂以保寧叛變，佛尼埒移師往討伐他，不克，鑿壕塹與敵軍相持。吳之茂出兵劫略陽糧船，斷截槐樹驛運道。清軍糧餉不繼，退還漢中。吳之茂中途追截，與總兵王懷忠夾擊，清軍敗走。
其冬，提督王輔臣叛變，連陷平涼、秦州。康熙十四年（1675年），擢升佛尼埒為西安將軍，加振武將軍銜。命佛尼埒與貝勒洞鄂進軍討伐王輔臣部將高鼎，佛尼埒以四千人屯關山河岸，偕穆占整師與戰，攻破其壘；逐北，又敗敵軍於渭河橋，進兵薄秦州。軍壘未定，賊寇乘佛尼埒軍隊不備，開壁出戰。 佛尼埒督軍遮擊，賊不敢侵犯。旋攻克東西二關。叛賊數千攻掠仙逸關，佛尼埒考慮會斷了餉道，分兵前往救援。叛賊踰山而走，佛尼埒追躡叛賊，殺其黨且盡，遂率軍趨向隴州。叛賊縱火焚山澤，佛尼埒曰：「是欲燒絕我輓運道也。若不增兵策應，軍食何賴焉？」因此暫駐隴州。
當時清軍久攻未下秦州，而四川及平涼諸賊寇挾萬餘人前往救援，城寇與應者亦有八千餘人。佛尼埒只好還師與諸軍會合，偕內大臣坤接連打敗賊眾，擒獲其將李國棟等，殪其眾三千餘人。州城遂收復，以次攻下禮縣、西和、清水、伏羌諸城。漢中運道受阻，清軍大飢。將軍席卜臣退還西安，上命佛尼埒領兵開棧道，規漢中，緣途攻擊賊軍，賊軍皆兵潰逃竄。康熙十五年（1676年），吳之茂欲救援王輔臣，再侵犯秦州。佛尼埒與護軍統領傑殷商議繞道至叛賊後方，斷絕其運道，收復靜寧。大將軍圖海攻下平涼，吳之茂逃遁。佛尼埒又與傑殷乘夜追擊，追及敵軍於牡丹園，遂攻克祁山堡。吳之茂僅以十餘騎遁走。
康熙十六年（1677年），追論佛尼埒自保寧退還漢中諸罪，降佛尼埒世職為拜他喇布勒哈番，削去他振武將軍之銜，仍署任西安將軍。康熙十七年（1678年），佛尼埒與吳丹等敗敵於牛頭山、於香泉，率師駐守寶雞，堅扼棧道諸隘。賊寇屢至，被佛尼埒屢敗。康熙十八年（1679年），跟從大將軍圖海征伐興安，賊寇於梁河關阻截。佛尼埒領兵為先驅，濟乾玉河，攻拔梁河關，遂攻下興安。康熙十九年（1680年），潼川歸降，並收復鹽亭、中江、射洪諸縣。再打敗賊寇豹子山，攻克瀘州。是年冬天，吳世璠之將領胡國柱自敘州侵擾永寧，朝廷下詔授佛尼埒建威將軍之職討伐。康熙二十年（1681年），攻克馬湖。吳世璠部將宋國輔等以永寧投降。胡國柱亦棄敘州逃遁，康熙帝下命佛尼埒鎮守。其後再下命佛尼埒還鎮漢中。康熙二十一年（1682年），佛尼埒逝世。雍正八年（1730年），修建賢良祠後，下詔佛尼埒配享賢良祠。乾隆初，朝廷追封佛尼埒諡號「恭靖」。佛尼埒之子托留，承襲世職，官至黑龍江將軍。另一子額倫特，曾署任西安將軍，力戰策凌敦多布時戰死。

## 延伸阅读
[在维基数据编辑]
 《清史稿/卷254》，出自趙爾巽《清史稿》